# پارک شبه‌ملی کونگو-ایکوما-کیشن
پارک شبه‌ملی کونگو-ایکوما-کیشن (به لاتین: Kongō-Ikoma-Kisen Quasi-National Park) یک منطقهٔ مسکونی در ژاپن است که در استان نارا واقع شده‌است.